# Diporiphora bennettii
Diporiphora bennettii — вид ігуаноподібних ящірок родини агамових (Agamidae). Ендемік Австралії. Вид названий на честь австралійського натураліста Джорджа Беннетта.

## Поширення і екологія
Diporiphora bennettii мешкають в регіоні Кімберлі на півночі Західної Австралії, а також на сусідніх островах, зокрема на островах Августус, Джунгулу і Увінс. Вони живуть в сухих тропічних лісах, чагарникових заростях і саванах.